# Hanna Verboom
Pour les articles homonymes, voir Verboom.
Hanna Verboom est une actrice et présentatrice d'émissions de télévision néerlandaise née le 11 mai 1983 à Vilvorde en Belgique.

## Filmographie
- 2012 : Quiz : Louise
- 2011 : Me and Mr Jones on Natalee Island
- 2011 : Bennie Stout
- 2008 : The Interior : Bonni
- 2008 : Drifter : Anna
- 2007 : Surviving Sunday's
- 2007 : Buuv : Simone
- 2005 : Gigolo malgré lui : Eva
- 2004 : Snowfever : Nicky